# Ustronie Morskie
Ustronie Morskie (deutsch Henkenhagen) ist ein Seebad an der Ostsee bei Kołobrzeg (Kolberg) in der polnischen Woiwodschaft Westpommern und Sitz einer gleichnamigen Landgemeinde.
Im Powiat Kołobrzeski, dem sie kreisangehörig ist, gilt die Gemeinde heute als größtes Ostseebad.

## Geographische Lage
Die Gemeinde liegt etwa 10 km östlich von Kołobrzeg im mittleren Küstenabschnitt der polnischen Ostseeküste in Hinterpommern.
Verkehrstechnisch angebunden wird Ustronie Morskie durch die das Gemeindegebiet durchschneidende Landesstraße 11 (droga krajowa 11) zwischen Kołobrzeg und Słupsk (Stolp) sowie die parallel verlaufende Bahnstrecke Koszalin–Goleniów.

## Geschichte
Henkenhagen befand sich im Spätmittelalter im Besitz der Familie von Kameke. 1346 war Peter von Kameke mit seinen Söhnen Peter, Swantes, Tessen und Mevius Besitzer von Henkenhagen. Im 18. und 19. Jahrhundert gehörte ein Konglomerat von Ortsteilen Henkenhagens zu dem Rittergut Lassehne, das sich im Besitz der Familie Borcke befand. Bis 1888 war Oberhofmeister Heinrich Adrian von Borcke der Besitzer dieses Gutes.
Die Bevölkerung Henkenhagens lebte bis etwa zur Mitte des 19. Jahrhunderts hauptsächlich von der Landwirtschaft. Bis zum Anfang des 19. Jahrhunderts war Henkenhagen eigentlich ein königliches Amtsdorf gewesen, das der Magistrat der Stadt Kolberg nach einem 1628 mit dem Herzog Bogislaw XIV. geschlossenen Vergleich für eine jährliche Erbpacht von 600 Reichstalern besaß. Um 1780 wurden in Henkenhagen gezählt:
sechs Vollbauern, ein Dreiviertelbauer, zwei Halbbauern, vier Kossäten, 15 Büdner und 43 Feuerstellen (Haushalte, einschließlich des Ulrichshofs und der Bergschäferei). Zu Henkenhagen gehörten auch die beiden unweit vom Dorfkern im Kolberger Stadtwald gelegenen Weiler Ziegenberg und Bodenhagen, die laut einer 1498 vom Camminer Bischof Martin Karith erteilten Bestätigungsurkunde der Camminer Bischof Hermann von Gleichen im Jahr 1255 der Stadt Kolberg geschenkt hatte.
Um 1780 umfassten die übrigen Teile Henkenhagens, die zum Rittergut gehörten, einen Vollbauern, einen Dreiviertelbauern, zwei Kossäten, einen Gasthof und insgesamt 18 Haushalte. Der Gutsbesitzer verfügte außerdem über das Jagdrecht im Kolberger Stadtwald.
Ab 1850 entwickelte sich in dem Ort der Fremdenverkehr recht schnell, und das ländliche Henkenhagen beherbergte zeitweise mehr Feriengäste als das benachbarte, größere Kolberg, was nicht zuletzt daran gelegen haben mag, dass im Ort ein angeblicher Wunderdoktor praktizierte, der zusätzliche Kurgäste anlockte. Um 1865 waren im Dorf Henkenhagen 25 Wohngebäude und 26 Wirtschaftsgebäude vorhanden, und die Anzahl der Einwohner lag bei über 1000.
Als Henkenhagen 1899 an das Schienennetz der Bahn angebunden wurde, nahm die Zahl der anreisenden Kurgäste noch einmal stark zu, und die bisher das Ortsbild bestimmenden Bauernhöfe und strohgedeckten Katen wichen nach und nach Hotels und Pensionen. Das Kurhaus wurde renoviert und vergrößert, was Henkenhagen endgültig zum modernen Badeort werden ließ.

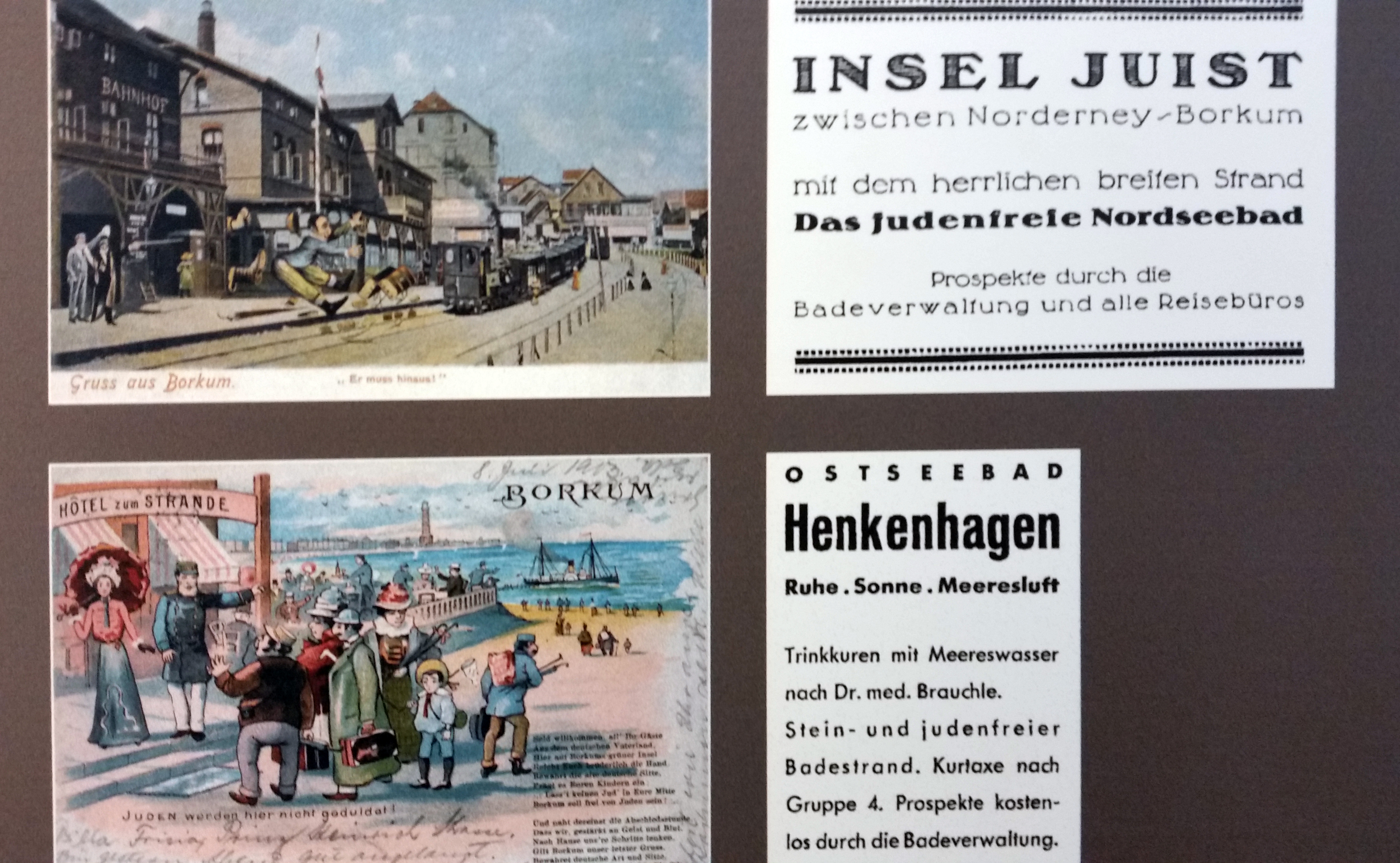
Antisemitische Grußpostkarten und Anzeigenwerbung von Henkenhagen

1908 logierten im Ort 523 Badegäste.
Auch Henkenhagen umwarb die Urlauber – wie viele andere Bäder auch – mit „judenfreien Sandstränden“. 
In den 1920er und 1930er Jahren war Henkenhagen eines der bekanntesten Bäder an der Ostseeküste überhaupt und lockte hauptsächlich Gäste aus den pommerschen Kleinstädten und aus dem Großraum Berlin an, aber auch aus Bayern oder dem Rheinland. 1923 logierten in Henkenhagen bereits 2250 Badegäste.
Während der Herrschaft des Nationalsozialismus ab 1933 und des Zweiten Weltkrieges lief der Kurbetrieb zunächst unvermindert weiter, obwohl sich die Umstände zusehends schwieriger gestalteten. So wurde beispielsweise das bekannte Hotel Strandschloss von den Nationalsozialisten beschlagnahmt und die Frauen des Ortes zwangsverpflichtet, dort Handarbeiten zugunsten der im Krieg befindlichen deutschen Truppen auszuführen. Die privat anreisenden Kurgäste wurden weniger und mit der Zeit durch KdF-Urlauber ersetzt, die durch monatliche Kinovorführungen oder Tanzveranstaltungen der Dorfjugend in den vorhandenen Lokalitäten unterhalten wurden.
Gegen Ende des Zweiten Weltkriegs eroberte im März 1945 die Rote Armee Henkenhagen. Der Ort wurde unter polnische Verwaltung gestellt und in Ustronie Nadmorskie, später Ustronie Morskie, umbenannt. In der Nachkriegszeit bis 1947 wurden die Einwohner vertrieben und neu zugezogene Polen wurden die neuen Bewohner.
Ustronie Morskie beherbergt heute Gäste aus ganz Polen und aus anderen europäischen Staaten. Seit dem Beitritt Polens zur Europäischen Union 2004 entwickelt sich der Badeort zunehmend zu einem internationalen Tourismuszentrum.

## Entwicklung der Einwohnerzahl
- 1867: 1047
- 1910: 1103
- 1923: 1600[9]
- 1939: 1658

## Sehenswürdigkeiten

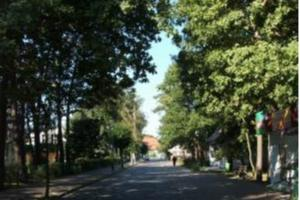
Dorfstraße

Die Attraktion Ustronie Morskies ist der 10 Kilometer lange, buhnengestützte, weiße Sandstrand. Es gibt eine Strandpromenade und im Ortskern einige Restaurants, Lokale und kleine Läden.
Sehenswert ist auch der ausgedehnte Kolberger Stadtwald mit den Naturdenkmalen Bolesław- und Warcisław-Eiche.

Strand

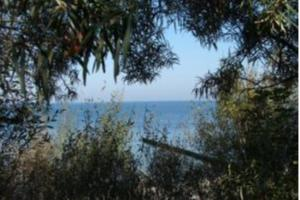
Meer

## Gmina Ustronie Morskie
Die Landgemeinde (gmina wiejska) Ustronie Morskie hat eine Fläche von 57 km² und etwa 3600 Einwohner.
Die Gemeinde setzt sich aus folgenden 6 Ortsteilen zusammen:
- Ustronie Morskie
- Gwizd (Quid)
- Kukinia (Alt Quetzin)
- Kukinka (Neu Quetzin)
- Rusowo (Rützow)
- Sianożęty (Ziegenberg)

Die Gemeinde umfasst weitere Orte, die nicht den Status eines Ortsteils (sołectwo) haben: Olszyna (Ulrichshof), Bagicz (Bodenhagen), Grąbnica (Hundeberg) Malechowo (Malchowbrück), Wieniotowo (Wendhagen).
Im Gemeindegebiet liegt ferner die Wüstung Jaromierzyce (Bocksberg).
Eine Gemeindepartnerschaft zu Werneuchen mit den Ortsteilen Hirschfelde und Willmersdorf wurde 1996 begründet. Im Jahre 2016 wurde mit INTERREG-Fördermitteln der EU ein 1945 zerstörtes Turnerdenkmal für im Ersten Weltkrieg gefallene Turner wieder am Sportplatz aufgestellt und mit zwei Freundschaftsbänken sowie einer Partnerschaftstafel flankiert.

## Persönlichkeiten
In Henkenhagen geboren wurde
- Lena Hutter (1911–2003), Schauspielerin und Theaterleiterin im Fränkischen Theater Schloss Maßbach.